# Hanoi Street Circuit
Der Hanoi Street Circuit ist eine für die Formel 1 konzipierte Motorsport-Rennstrecke in Nam Từ Liêm, Hanoi, der Hauptstadt Vietnams. Ihre GP-Premiere fiel 2020 dem Ausbruch der globalen COVID-19-Pandemie zum Opfer. Bis dato hat noch kein Rennen auf dem semipermanenten Kurs stattgefunden.

## Geschichte
Der Hanoi Street Circuit sollte ursprünglich im Frühjahr 2020 sein Debüt im Formel-1-Kalender geben. Aufgrund des Ausbruchs der weltweiten COVID-19-Pandemie wurde das für den 5. April angesetzte Rennen jedoch von der FIA zunächst verschoben und am 16. Oktober 2020 endgültig abgesagt. Auch in den Rennkalendern für die Folgesaisons wurde der Grand Prix in Folge eines Korruptionsskandals im politischen Umfeld der Stadt nicht mehr berücksichtigt. Aktuell ist unklar ob auf der Strecke jemals ein Rennen ausgetragen wird.

## Streckenbeschreibung
Es handelt sich um einen Straßenkurs, der für den Großen Preis von Vietnam konzipiert wurde. Die 5,565 km lange Strecke wurde vom Streckenarchitekten Hermann Tilke entworfen und enthält auf ihrem permanenten Streckenabschnitten Teile, die Anleihen an analoge Kuvenabschnitte des Nürburgrings, Monaco und Suzuka enthalten.
Bei der Rennstrecke handelt sich um einen teilpermanenten Kurs. Ein Teil führt über die Straßen von Hanoi, ein Teil wurde für den Rennbetrieb neu gebaut. Ursprünglich sollte die Strecke um den Hoan-Kiem-See unweit des alten Stadtkerns führen. Wegen der breiteren Straßen wurde schließlich die neue Streckenführung in der Nähe des Mỹ-Đình-Nationalstadions gewählt.